# Derick Poloni
Derick Theodoro Santos Poloni (1º settembre 1993) è un calciatore brasiliano, difensore del Farense.

## Carriera
Cresciuto nei settori giovanili di San Paolo ed Académica, ha iniziato la propria carriera nelle serie minori del calcio portoghese. Nel 2017 viene acquistato dal Leixões, dove trascorre un triennio in seconda divisione. Il 22 agosto 2020 si trasferisce al Vitória Setúbal. Tuttavia, dopo aver non disputato incontri ufficiali con i biancoverdi, il 1º ottobre viene ceduto al Casa Pia. Al termine della stagione 2021-2022, contribuisce al ritorno della squadra in massima divisione dopo 83 anni d'assenza. Il 21 agosto ha esordito in Primeira Liga, disputando l'incontro vinto per 2-0 contro il Boavista.

## Statistiche

### Presenze e reti nei club
Statistiche aggiornate al 29 dicembre 2022.
| Stagione        | Squadra         | Campionato      | Campionato | Campionato | Coppe nazionali | Coppe nazionali | Coppe nazionali | Coppe continentali | Coppe continentali | Coppe continentali | Altre coppe | Altre coppe | Altre coppe | Totale | Totale |
| Stagione        | Squadra         | Comp            | Pres       | Reti       | Comp            | Pres            | Reti            | Comp               | Pres               | Reti               | Comp        | Pres        | Reti        | Pres   | Reti   |
| --------------- | --------------- | --------------- | ---------- | ---------- | --------------- | --------------- | --------------- | ------------------ | ------------------ | ------------------ | ----------- | ----------- | ----------- | ------ | ------ |
| 2014-2015       | Sourense        | CNS             | 28         | 3          | CP              | 0               | 0               |                    | -                  | -                  |             | -           | -           | 28     | 3      |
| gen.-giu. 2016  | Anadia          | CdP             | 15         | 2          | CP              | -               | -               |                    | -                  | -                  |             | -           | -           | 15     | 2      |
| 2016-2017       | Anadia          | CdP             | 30         | 1          | CP              | 0               | 0               |                    | -                  | -                  |             | -           | -           | 30     | 1      |
| Totale Anadia   | Totale Anadia   | Totale Anadia   | 45         | 3          |                 | 0               | 0               |                    | -                  | -                  |             | -           | -           | 45     | 3      |
| 2017-2018       | Leixões         | LdH             | 31         | 1          | CP+CdL          | 1+4             | 0               |                    | -                  | -                  |             | -           | -           | 36     | 1      |
| 2018-2019       | Leixões         | LdH             | 30         | 1          | CP+CdL          | 2+2             | 0               |                    | -                  | -                  |             | -           | -           | 34     | 1      |
| 2019-2020       | Leixões         | LdH             | 23         | 1          | CP+CdL          | 3+2             | 0               |                    | -                  | -                  |             | -           | -           | 28     | 1      |
| Totale Leixões  | Totale Leixões  | Totale Leixões  | 84         | 3          |                 | 14              | 0               |                    | -                  | -                  |             | -           | -           | 98     | 3      |
| ott. 2020-2021  | Casa Pia        | LdH             | 23         | 0          | CP              | 1               | 0               |                    | -                  | -                  |             | -           | -           | 24     | 0      |
| 2021-2022       | Casa Pia        | LdH             | 19         | 2          | CP+CdL          | 3+0             | 1+0             |                    | -                  | -                  |             | -           | -           | 22     | 3      |
| 2022-2023       | Casa Pia        | PL              | 4          | 0          | CP+CdL          | 2+1             | 1+0             |                    | -                  | -                  |             | -           | -           | 7      | 1      |
| Totale Casa Pia | Totale Casa Pia | Totale Casa Pia | 46         | 2          |                 | 7               | 2               |                    | -                  | -                  |             | -           | -           | 53     | 4      |
| Totale carriera | Totale carriera | Totale carriera | 203        | 11         |                 | 21              | 2               |                    | -                  | -                  |             | -           | -           | 224    | 13     |